# Сатир (лист 1903)
Сатир — хумористичко-сатирични лист, покренут је у пожаревачком затвору 1903. године.

## О часопису
Хумористичко-сатирични лист Сатир, покренут је у пожаревачком затвору 1903. године. Заглавље Сатира, илустровано је тројицом сарадника у обличју веселих пајаца, међу којима су вероватно чувени српски хумористи Брана Ђ. Цветковић и Милорад Павловић Крпа. Сатир је садржавао шаљиве песме и приче, дневне и књижевне новости, практичне савете, мудре изреке, дописе, огласе и разна обавештења. Први и једини број листа откупљен је 1952. године и налази се у Народној библиотеци Србије.

## Изглед листа
Лист је у рукопису, на папиру на линије, текст је писан и илустрован црним тушем, писаним и штампаним словима ћирилице и латинице; папир је са воденим жигом; наслов графички истакнут подебљавањем; непарни листови накнадно нумерисани графитном оловком; са процепом по средини и траговима цензуре на стр. 6. Димензије 22 x 14 cm
Изашао је један број, без датума и места излажења, 2 двол. 23 x 15 цм.

## Теме
Лист Сатир је у свом садржају имао шаљиве песме и приче, дневне и књижевне новости, практичне савете, мудре изреке, огласе и разна обавештења
Поједини прилози су потписивани надимцима и псеудонимима, ређе именом: Ritas Милорад Павловић Крпа, Дописник, Кикирики, Аз., Бранко Секулић, Гаша и др.

## Сарадници
Претпоставља се на основу цртежа да су сарадници били и хумористи Брана Ђ. Цветковић и Милорад Павловић Крпа, као и Бранко Секулић и др. који су се потписивали псеудонимима.